# American Music Award para Artista do Ano
O American Music Award para Artista do Ano (do original em inglês, American Music Award for Artist of the Year) é uma das atuais categorias do American Music Award, premiação estabelecida em 1974 para reconhecer destaques do mercado fonográfico estadunidense. Esta categoria foi iniciada na edição de 1996 como American Music Award for Favorite Artist, sendo rebatizada para a nomenclatura atual em 2019.
O cantor-compositor estadunidense Garth Brooks foi o primeiro vencedor da categoria em 1996, mas o prêmio foi recebido pelo girl group TLC após a recusa de Brooks. A cantora e compositora estadunidense Taylor Swift é a maior vencedora da categoria com um total de 6 prêmios conquistados ao longo de mais de 9 indicações. Swift também foi a primeira artista a ser indicada na categoria por quatro anos consecutivos (entre 2018 e 2022) e a única a ganhar o prêmio por três anos consecutivos.

## Vencedores e indicados

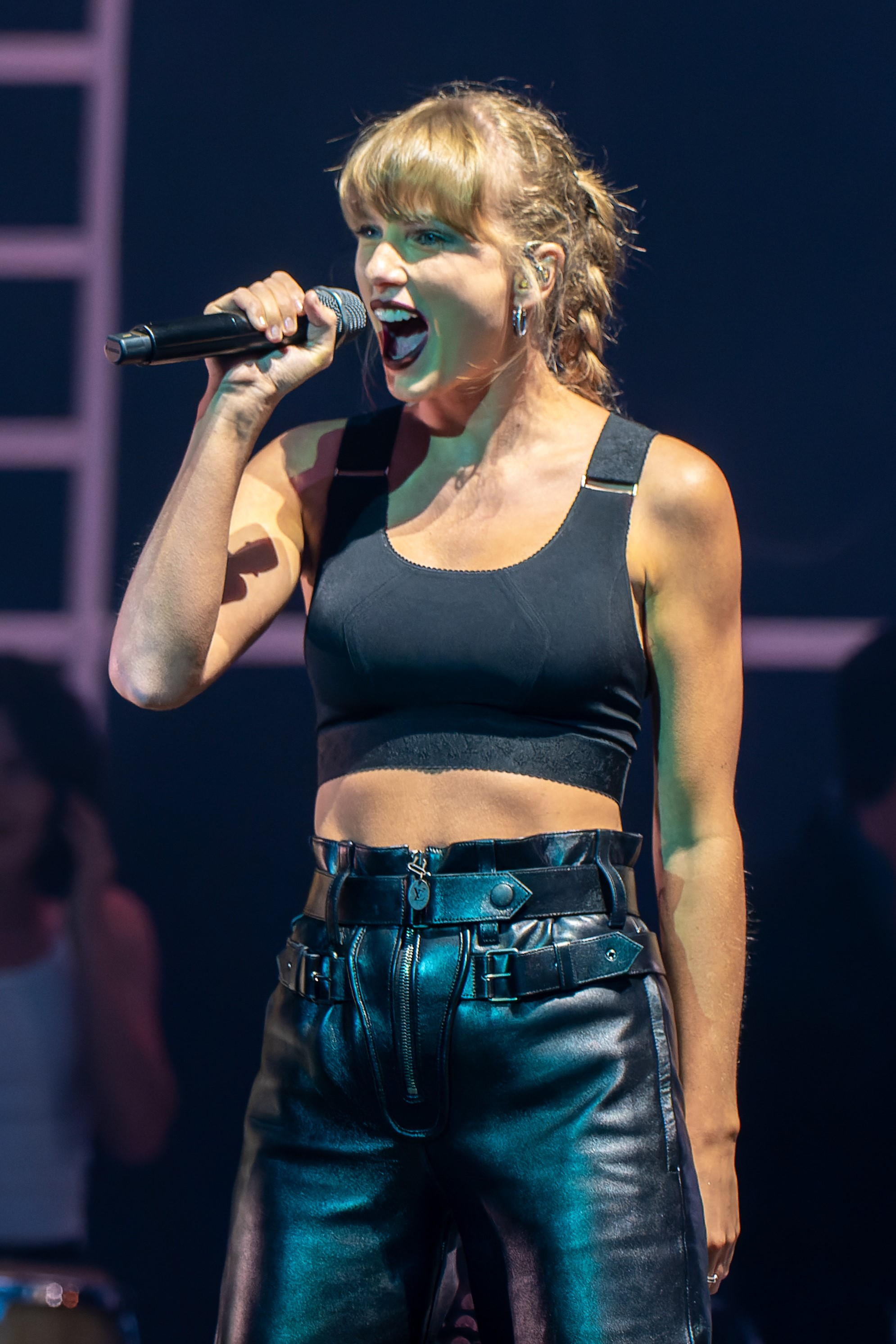
Nome mais recorrente da categoria, Taylor Swift possui 6 vitórias e outras 9 indicações.

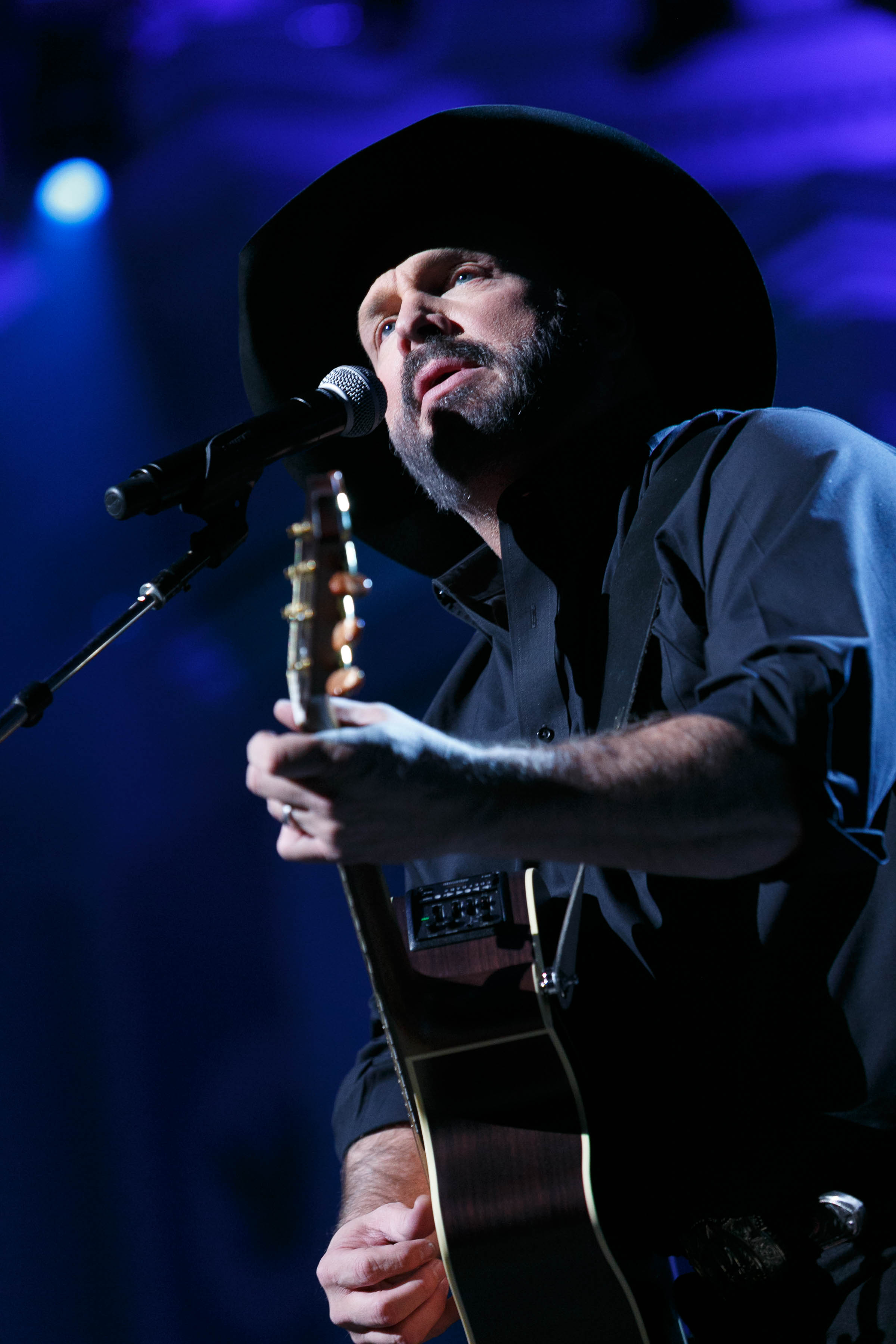
Garth Brooks, primeiro vencedor da categoria em 1996.

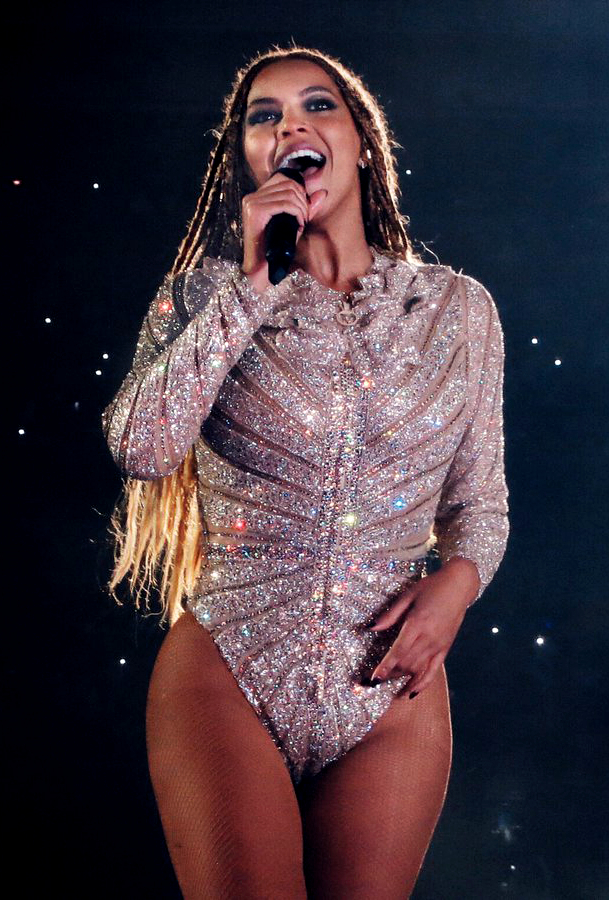
Beyoncé foi indicada em 2001 e 2002 (como integrante do Destiny's Child) e em 2006, 2014 e 2022.

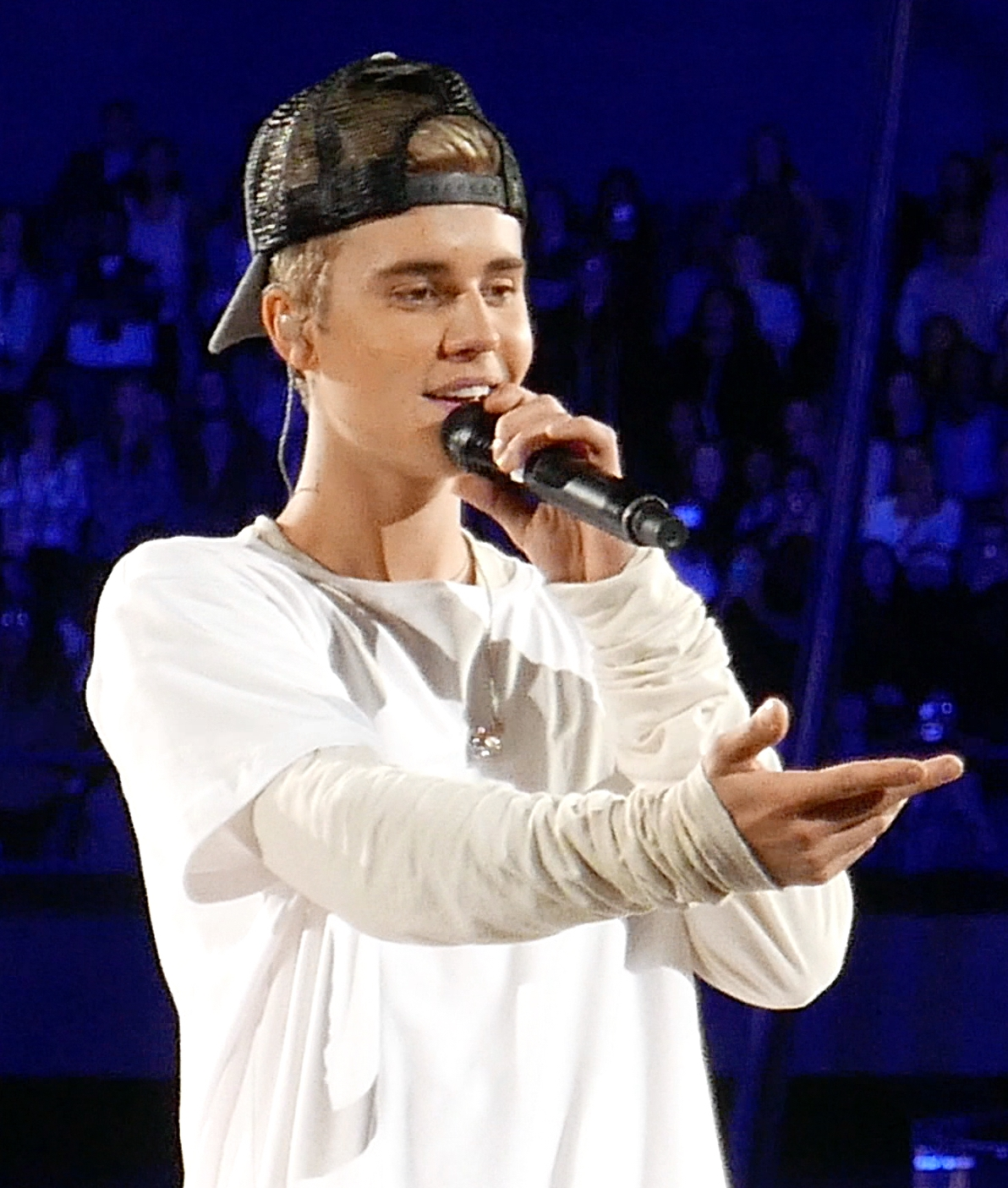
Justin Bieber, vencedor em 2010 e 2012 e indicado em 2016 e 2020.

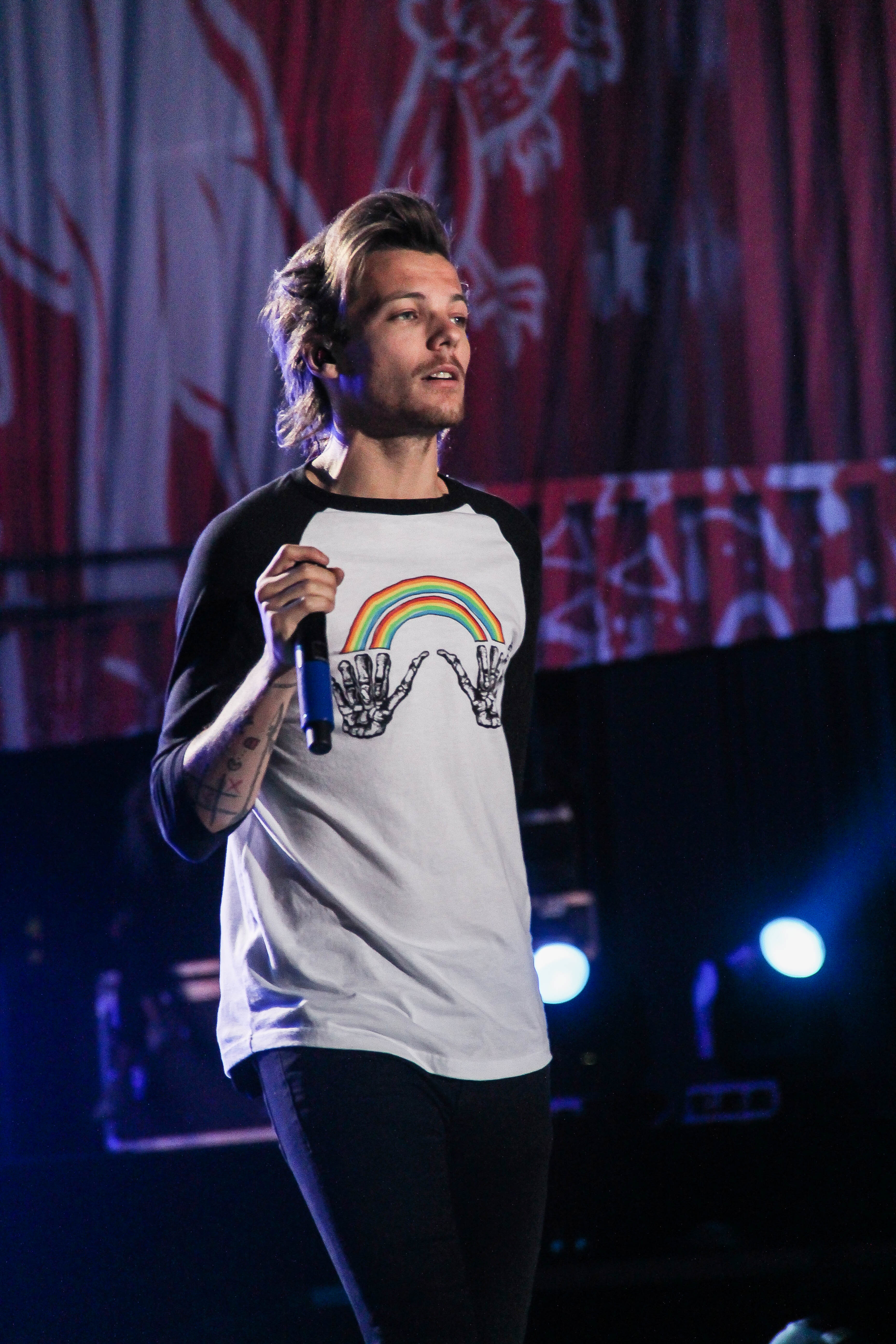
One Direction, vencedores em 2014 e 2015.

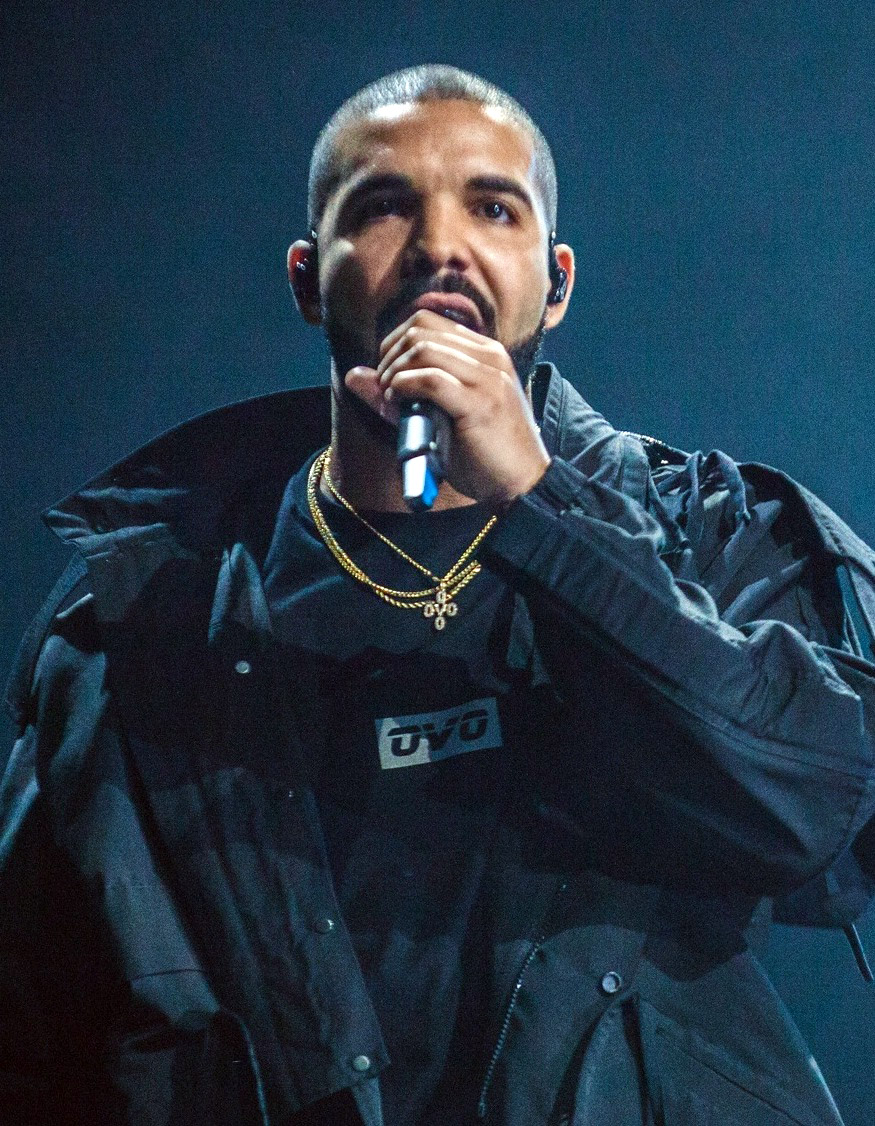
Drake possui 5 indicações sem nenhuma vitória.

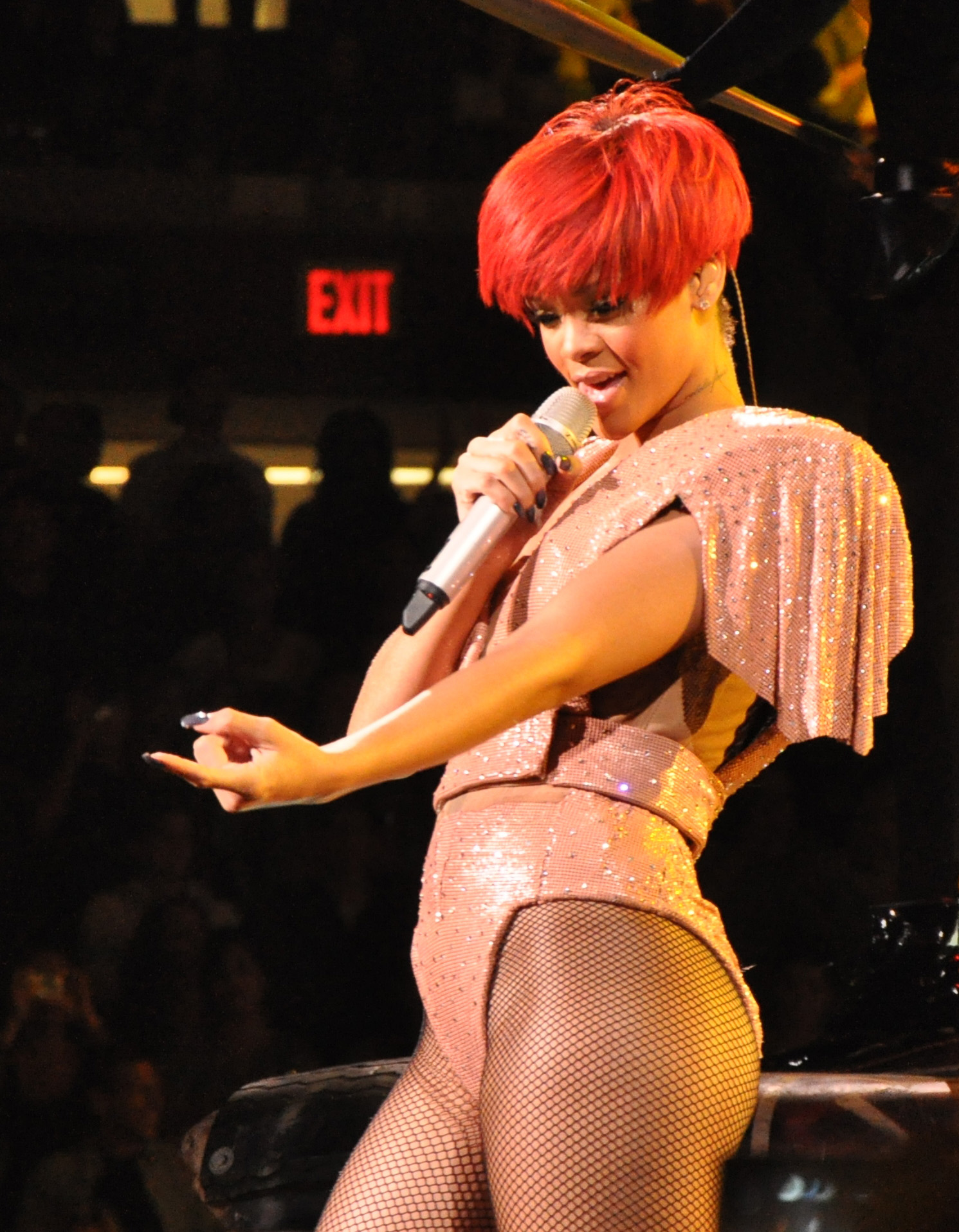
Rihanna, indicada em 2012, 2013 e 2016.

| Ano  | Vencedor(s)      | Nacionalidade  | Indicados                                                                        | Ref. |
| ---- | ---------------- | -------------- | -------------------------------------------------------------------------------- | ---- |
| 1996 | Garth Brooks     | Estados Unidos | - TLC - Boyz II Men - Green Day - Hootie & the Blowfish                          |      |
| 1999 | Garth Brooks     | Estados Unidos | - Céline Dion - Shania Twain - Backstreet Boys - Metallica                       |      |
| 2001 | NSYNC            | Estados Unidos | - Britney Spears - Creed - Destiny's Child - Eminem - Faith Hill                 |      |
| 2002 | U2               | Irlanda        | - Destiny's Child - Janet Jackson - Alicia Keys - Tim McGraw - Shaggy            |      |
| 2003 | Madonna          | Estados Unidos | - Christina Aguilera - Cher - Justin Timberlake - Shania Twain                   |      |
| 2004 | Kenny Chesney    | Estados Unidos | - Evanescence - Norah Jones - Outkast - Usher                                    |      |
| 2005 | Kelly Clarkson   | Estados Unidos | - 50 Cent - Mariah Carey - Green Day - Toby Keith - Gwen Stefani                 |      |
| 2006 | Rascal Flatts    | Estados Unidos | - Beyoncé - Mary J. Blige - Daniel Powter - The Pussycat Dolls                   |      |
| 2007 | Carrie Underwood | Estados Unidos | - Akon - Daughtry - Fergie - Norah Jones                                         |      |
| 2008 | Chris Brown      | Estados Unidos | - Coldplay - Eagles - Alicia Keys - Lil Wayne                                    |      |
| 2009 | Taylor Swift     | Estados Unidos | - Eminem - Michael Jackson - Kings of Leon - Lady Gaga                           |      |
| 2010 | Justin Bieber    | Canadá         | - Eminem - Ke$ha - Lady Gaga - Katy Perry                                        |      |
| 2011 | Taylor Swift     | Estados Unidos | - Adele - Lady Gaga - Lil Wayne - Katy Perry                                     |      |
| 2012 | Justin Bieber    | Canadá         | - Drake - Maroon 5 - Katy Perry - Rihanna                                        |      |
| 2013 | Taylor Swift     | Estados Unidos | - Macklemore & Ryan Lewis - Bruno Mars - Rihanna - Justin Timberlake             |      |
| 2014 | One Direction    | Reino Unido    | - Iggy Azalea - Beyoncé - Luke Bryan - Katy Perry                                |      |
| 2015 | One Direction    | Reino Unido    | - Luke Bryan - Ariana Grande - Nicki Minaj - Taylor Swift                        |      |
| 2016 | Ariana Grande    | Estados Unidos | - Justin Bieber - Selena Gomez - Rihanna - Carrie Underwood                      |      |
| 2017 | Bruno Mars       | Estados Unidos | - The Chainsmokers - Drake - Kendrick Lamar - Ed Sheeran                         |      |
| 2018 | Taylor Swift     | Estados Unidos | - Drake - Ed Sheeran - Imagine Dragons - Post Malone                             |      |
| 2019 | Taylor Swift     | Estados Unidos | - Ariana Grande - Drake - Halsey - Post Malone                                   |      |
| 2020 | Taylor Swift     | Estados Unidos | - Justin Bieber - Post Malone - Roddy Ricch - The Weeknd                         |      |
| 2021 | BTS              | Coreia do Sul  | - Ariana Grande - Drake - Olivia Rodrigo - Taylor Swift - The Weeknd             |      |
| 2022 |                  |                | - Adele - Bad Bunny - Beyoncé - Drake - Harry Styles - Taylor Swift - The Weeknd |      |